# Streetcleaner
Streetcleaner — дебютный студийный альбом британской индастриал-метал группы Godflesh. Альбом был выпущен 13 ноября 1989 года на лейбле Earache Records.

## Об альбоме
Фронтмен группы Джастин Бродрик отмечал, что ударные партии драм-машины в альбоме, были созданы под сильным влиянием хип-хопа конца 80-х годов. В частности, касаемо ударной партии песни «Christbait Rising», он говорил:
Это была моя попытка скопировать бит песни „Microphone Fiend“ хип-хоп дуэта Eric B & Rakim.
В качестве обложки альбома использован кадр из фильма «Другие ипостаси».
«Streetcleaner» был записан в несколько сессий. Первые пять песен были записаны во время саундчека в Бирмингеме, в мае-августе 1989 года. Следующие пять песен были записаны в Square Dance в Дерби, в мае 1989 года. Последние четыре песни альбома были первоначально записаны для мини-альбома «Tiny Tears», который группа хотела выпустить после EP Godflesh. Однако, лейбл Earache Records, на котором записывались Godflesh, подтолкнул их записать полноценный альбом. Мини-альбом «Tiny Tears» так и не был никогда издан. Песни с него позже вошли в качестве бонус-треков в CD-издании альбома «Streetcleaner».
В 2010 году альбом был переиздан. Переиздание включало в себя два диска: первый диск содержал ремастеринг-версию оригинального альбома, на втором диске вышли раннее не издававшиеся демозаписи и оригинальные миксы песен альбома.

## Отзывы критиков
| Оценки критиков      | Оценки критиков |
| Источник             | Оценка          |
| -------------------- | --------------- |
| Allmusic             | [ 2 ]           |
| Chicago Tribune      | [ 3 ]           |
| Entertainment Weekly | B+              |

«Streetcleaner» получил положительные отзывы музыкальных критиков и был признан однозначным успехом группы. Так в книге «The Rough Guide to Rock», Ричард Фонтенуа писал:
Замедляя до сокрушающей своей клаустрофобией тяжелые метал-риффы при помощи драм-машины, Godflesh создали беспощадную, отчуждающую стену звука, насыщенную сэмплами, фидбэком и человеконенавистническим вокалом Бродрика.
В  книге «The New Metal Masters», H. P. Newquist и Rich Maloof писали:
Никогда прежде ещё ни одна группа не объединяла вместе металл, индастриал, техно и электронику в такую единую форму, не говоря уже о её настолько зловещем звучании.

## Список композиций
Слова и музыка всех песен — написаны Джастином Броудриком и Беном Грином, кроме указанных..
| №   | Название                                            | Музыка                     | Длительность |
| --- | --------------------------------------------------- | -------------------------- | ------------ |
| 1.  | «Like Rats»                                         |                            | 4:28         |
| 2.  | «Christbait Rising»                                 |                            | 7:00         |
| 3.  | «Pulp»                                              |                            | 4:21         |
| 4.  | «Dream Long Dead»                                   |                            | 5:22         |
| 5.  | «Head Dirt»                                         |                            | 6:13         |
| 6.  | «Devastator» (Броадрик, Грин, Пол Нэвилл)           |                            | 3:20         |
| 7.  | «Mighty Trust Krusher» (Броудрик, Грин, Пол Нэвилл) |                            | 5:26         |
| 8.  | «Life Is Easy» (Броудрик, Грин, Пол Нэвилл)         |                            | 4:53         |
| 9.  | «Streetcleaner» (Броудрик, Грин, Пол Нэвилл)        |                            | 6:50         |
| 10. | «Locust Furnace»                                    | Броудрик, Грин, Пол Нэвилл | 4:48         |
| 11. | «Tiny Tears» (CD-бонус трек)                        |                            | 3:24         |
| 12. | «Wound» (CD-бонус трек)                             |                            | 3:07         |
| 13. | «Dead Head» (CD-бонус трек)                         |                            | 4:07         |
| 14. | «Suction» (CD-бонус трек)                           |                            | 3:23         |

#### «Streetcleaner» (Reissue, Remastered, 2xCD) (2010)

##### CD 1
| №   | Название                                                       | Музыка                     | Длительность |
| --- | -------------------------------------------------------------- | -------------------------- | ------------ |
| 1.  | «Like Rats»                                                    |                            | 4:28         |
| 2.  | «Christbait Rising»                                            |                            | 7:00         |
| 3.  | «Pulp»                                                         |                            | 4:21         |
| 4.  | «Dream Long Dead»                                              |                            | 5:22         |
| 5.  | «Head Dirt»                                                    |                            | 6:13         |
| 6.  | «Devastator/Mighty Trust Krusher» (Броадрик, Грин, Пол Нэвилл) |                            | 8:46         |
| 7.  | «Life Is Easy» (Броадрик, Грин, Пол Нэвилл)                    |                            | 4:53         |
| 8.  | «Streetcleaner» (Броадрик, Грин, Пол Нэвилл)                   |                            | 6:50         |
| 9.  | «Locust Furnace»                                               | Броадрик, Грин, Пол Нэвилл | 4:48         |
| 10. | «Tiny Tears»                                                   |                            | 3:24         |
| 11. | «Wound»                                                        |                            | 3:07         |
| 12. | «Dead Head»                                                    |                            | 4:07         |
| 13. | «Suction»                                                      |                            | 3:23         |

##### CD 2
| №   | Название                                         | Длительность |
| --- | ------------------------------------------------ | ------------ |
| 1.  | «Like Rats (Original Unreleased Mix)»            | 4:22         |
| 2.  | «Christbait Rising (Original Unreleased Mix)»    | 6:50         |
| 3.  | «Pulp (Original Unreleased Mix)»                 | 4:07         |
| 4.  | «Dream Long Dead (Original Unreleased Mix)»      | 5:08         |
| 5.  | «Head Dirt (Original Unreleased Mix)»            | 6:01         |
| 6.  | «Streetcleaner (Live Geneva Early 1990)»         | 5:47         |
| 7.  | «Head Dirt (Live Geneva Early 1990)»             | 6:00         |
| 8.  | «Pulp (Rehearsal May 1989)»                      | 12:20        |
| 9.  | «Dream Long Dead (Rehearsal April 1989)»         | 5:59         |
| 10. | «Christbait Rising (Rehearsal April 1989)»       | 6:34         |
| 11. | «Deadhead (Original Demo Guitar & Machine 1988)» | 4:01         |
| 12. | «Suction (Original Demo Guitar & Machine 1988)»  | 3:11         |

## Списки и ТОПы
| Год                          | Издание           | Страна         | Список                                      | Позиция |        |
| ---------------------------- | ----------------- | -------------- | ------------------------------------------- | ------- | ------ |
| 1995                         | Alternative Press | США            | "Top 99 of '85 to '95"                      | 34      | [ 7 ]  |
| 1998                         | Alternative Press | США            | "The 90 Greatest Albums of the '90s"        | 79      | [ 8 ]  |
| 2000                         | Kerrang!          | Великобритания | "200 Albums for the Year 2000 (Industrial)" | 5       | [ 9 ]  |
| 2000                         | Terrorizer        | Великобритания | "100 Most Important Albums of the Eighties" | *       | [ 10 ] |
| 2002                         | Revolver          | США            | "The 69 Greatest Metal Albums of All Time"  | 66      | [ 11 ] |
| "*" неупорядоченный список . |                   |                |                                             |         |        |

## Участники записи
- Джастин Бродрик (J. K. Broadrick) — электрогитара, вокал, программирование, микширование, семплинг
- Бен Грин (G.C. Green) — бас-гитара
- Пол Невилл (Paul Neville) — гитара (трек 6-10)